# (37432) Piszkéstető
(37432) Piszkéstető – planetoida z pasa głównego asteroid okrążająca Słońce w ciągu 3 lat i 247 dni w średniej odległości 2,38 j.a. Została odkryta 11 stycznia 2002 roku w obserwatorium astronomicznym w Piszkéstető przez Krisztiána Sárneczky’ego i Zsuzsannę Heiner. Nazwa planetoidy pochodzi od szczytu Piszkéstető w paśmie górskim Mátra, gdzie wybudowano obserwatorium astronomiczne Konkoly. Przed jej nadaniem nazwy planetoida nosiła oznaczenie tymczasowe (37432) 2002 AE11.